# Eriopyga baruna
Eriopyga baruna là một loài bướm đêm trong họ Noctuidae.